# لوس مونتسینوس

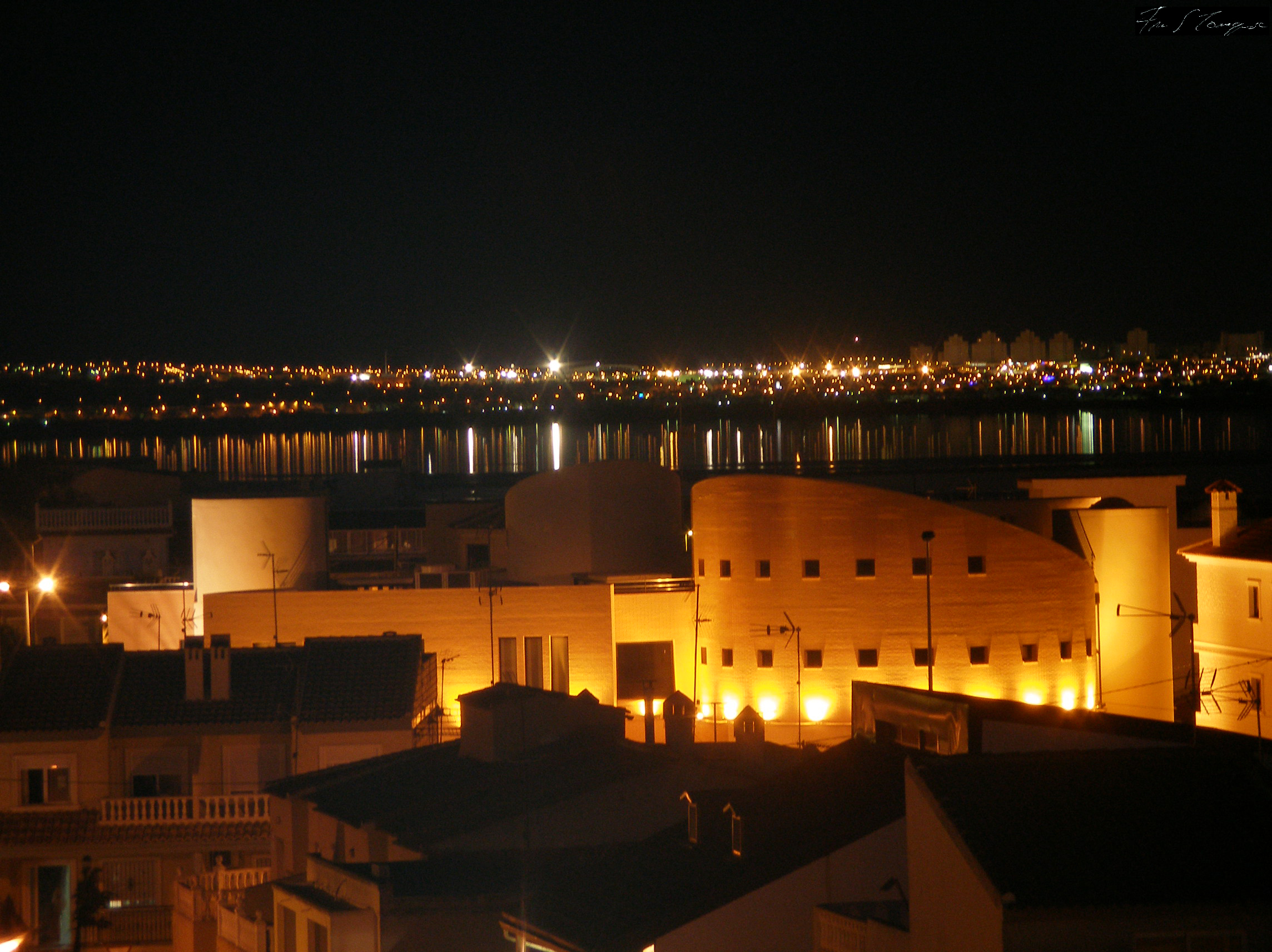
نمایی از ساختمان شورای شهر لوس مونتهزینوس در شب، آلیکانته (اسپانیا) - ۲۰۰۵

لُس مُنتسینُس (به اسپانیایی: Los Montesinos) دهستانی در استان آلیکانتهٔ اسپانیا است.
در این دهستان ۵٬۱۹۹ نفر زندگی می‌کنند. مساحت این دهستان ۳۲٫۸۶ کیلومتر مربع است.